# Fujiwara Tatsuya
Fujiwara Tatsuya (藤原 竜也 Fujiwara Tatsuya, sinh ngày 15 tháng 5 năm 1982) là một nam diễn viên người Nhật Bản. Trên thị trường quốc tế, tên tuổi của anh được biết đến nhiều nhất với các vai chính gồm Nanahara Shuya trong loạt phim Battle Royale, Yagami Light trong loạt phim Death Note, Itō Kaiji trong loạt phim Kaiji, và Yuki Rikuhiko trong phim Inshite Miru: 7-kakan no desu gemu của Nakata Hideo. Năm 2014, anh thủ vai phản diện Makoto Shishio trong loạt phim người đóng Rurouni Kenshin.

## Thân thế
Sinh ra ở Chichibu, tỉnh Saitama, Fujiwara có hứng thú với diễn xuất từ khi còn nhỏ. Năm 2013, anh kết hôn với bạn gái lâu năm. Vào mùa hè năm 2016, họ trở thành cha mẹ. Tên và giới tính của con họ chưa rõ.

## Sự nghiệp
Anh nổi tiếng với vai diễn Nanahara Shuya trong bộ phim Battle Royale gây tranh cãi năm 2000 của Kinji Fukasaku. Anh ấy tiếp tục hóa thân làm nhân vật với tư cách thủ lĩnh của "Wild Seven" trong phần tiếp theo, Battle Royale II: Requiem.
Anh thủ vai Yagami Light, vai chính trong Death Note và Death Note: The Last Name, những bộ phim dựa trên manga cùng tên . Anh ấy cũng xuất hiện với tư cách khách mời trong L: Change the World, một bộ phim ăn theo của L từ loạt phim Death Note. Fujiwara chia sẻ trong quá trình quay phim rằng rất khó để thể hiện một nhân vật có cảm xúc bị kiềm chế như vậy. Trong quá trình quay Death Note: The Last Name, Tatsuya trở thành bạn thân của Matsuyama Kenichi, diễn viên thủ vai L. Matsuyama nói rằng Tatsuya đã làm rất tốt. 
Trong các tác phẩm sân khấu, anh được biết đến nhờ cộng tác với Ninagawa Yukio, một trong những đạo diễn giàu ảnh hưởng nhất ở Nhật Bản. Anh bắt đầu sự nghiệp của mình trong rạp hát, trước khi vai đầu tay bằng vai chính của Shintoku-maru, cậu bé có mối quan hệ ám ảnh với mẹ kế của mình. Anh cũng diễn xuất trong các vở kịch Shakespeare, bao gồm Hamlet và Romeo và Juliet. Fujiwara thủ diễn một trong những vai chính trong bộ phim giật gân tâm lý Inshite Miru: 7-kakan no desu gemu của Nakata Hideo. Fujiwara còn lồng tiếng cho IRIS cùng với Kuroki Meisa, Shirota Yuu và bạn diễn trong Death Note là Mitsushima Hikari, khi Fujiwara đóng vai Kim Hyun-jun mà Lee Byung-hun đóng.
Anh đã thể hiện vai Makoto Shishio trong các phần tiếp theo của Rurouni Kenshin vào năm 2014. Từ tháng 1 đến tháng 2 năm 2015, anh sẽ xuất hiện trong vở Hamlet do Ninagawa Yukio làm đạo diễn tại Nhà hát Nghệ thuật Sai-no-Kuni Saitama ở Saitama và tại Nhà hát Nghệ thuật Umeda ở Osaka lần đầu tiên sau 12 năm. Sau đó, anh dự kiến sẽ đóng vai này ở Đài Loan vào tháng 3 và tại Nhà hát Barbican vào tháng 5 năm 2015.
Hidayah Idris viết trong ấn bản Singapore của tạp chí Cleo rằng Fujiwara "có lẽ là một trong những ngôi sao Nhật Bản dễ nhận biết nhất" ở Singapore.

## Danh sách phim

### Điện ảnh
- Kamen Gakuen (2000) - Akira Dojima
- Battle Royale (2000) - Nanahara Shuya
- Sabu (2002) - Eiji
- Battle Royale II: Requiem (2003) - Nanahara Shuya
- Moonlight Jellyfish (2004) - Seiji Terasawa
- Death Note (2006) - Yagami Light
- Death Note 2: The Last Name (2006) - Yagami Light
- L: Change the World (2008) (khách mời) - Yagami Light
- Chameleon (2008) - Gorō Noda
- Snakes and Earrings (2008)
- Zen (2009) - Tokiyori Hojo
- Kaiji (2009) - Itō Kaiji[20]
- Parade (2009) - Ihara Naoki
- The Incite Mill (2010)
- You Dance With The Summer (2010) - Takaki Shiro
- Thế giới bí mật của Arrietty (2010) - Spiller (lồng tiếng)
- Kaiji 2 (2011) - Kaiji Itō[21]
- Okaeri Hayabusa (2012) - Kento Ohashi
- I'm Flash! (2012)
- Wara no Tate (2013) - Kunihide Kiyomaru
- In His Chart 2 (2014) - Dr. Tatsuya Shindo
- Sanbun no Ichi (2014) - Shu
- Monsterz (2014)
- Rurouni Kenshin: Đại hỏa Kyoto (2014) - Makoto Shishio
- Rurouni Kenshin: The Legend Ends (2014) - Makoto Shishio
- ST 'Scientific Task Force' Aka to Shiro no Sosa File - The Movie (2015)
- Pokémon the Movie: Hoopa and the Clash of Ages (2015) - Barza (lồng tiếng)
- Erased (2016) - Fujinuma Satoru
- Death Note: Light Up the New World (2016) - Light Yagami
- Memoirs of a Murderer (2017) - Sonezaki
- Million Dollar Man (2018)
- The Miracle of Crybaby Shottan (2018)
- Diner (2019)
- No Longer Human (2019) - Ango Sakaguchi
- Lupin the Third: The First (2019) - Gerard (lồng tiếng)
- Kaiji: Final Game (2020) - Kaiji Itō[22]
- The Sun Stands Still (2021) - Kazuhiko Takano
- Every Trick in the Book (2021) - Shin'ichi Tsuda[23]
- Noise (2022) - Keita Izumi[24]

### Truyền hình
- That's the Answer (1997)
- Cyber Bishōjo Telomere (1998)
- Feeling Relief Is Easy (1998)
- Frozen Summer (1998)
- Change! (1998)
- LxIxVxE (1999)
- Kiss of Heaven (1999)
- The Things You Taught Me (2000)
- Saintly Springtime of Life (2001)
- Ikutsumono Umi o Koeru Te (2001)
- Heaven's Coins 3 (2001)
- I Cannot Say I Love You (2002)
- Night of Being Concerned (2002)
- Ai Gorin (2003)
- Shinsengumi! (2004) - Okita Sōji
- Yatsuhakamura (2004)
- Red Doubt (2005)
- SunLight (2005)
- Furuhata Ninzaburo (2006)
- Sengoku Jieitai: Sekigahara no Tatakai (2006)
- Tokyo Daikushu (2008)
- Ojiichan wa 25-sai (2010)
- Wagaya no Rekishi (2010) - Tezuka Osamu
- Piece Vote (2011) - Yu Wakitan
- ST 'Scientific Task Force' Keishichou Kagaku Tokusouhan (2013)
- ST 'Scientific Task Force' Aka to Shiro no Sosa File (2014)
- Sherlock Holmes (2014) - Windibank và Hosmar Angel
- Lost ID (2016) - Shinichi Todo
- Moribito: Guardian of the Spirit (2016) - The Emperor
- Reverse (2017) - Kazuhisa Fukase
- The Sun Stands Still: The Eclipse (2020) - Kazuhiko Takano
- Nakamura Nakazo: Shusse no Kizahashi (2021)[25]

### Trò chơi điện tử
- Yakuza 3 (2009) - Shimabukuro Rikiya
- Yakuza 6: The Song of Life (2016) - Usami Yuta

### Lồng tiếng Nhật
- Loạt phim Stuart Little (2000) - Stuart Little (lồng tiếng cho Michael J. Fox ) [26]
- The Emperor's New Groove (2001) - Hoàng đế Kuzco (lồng tiếng cho David Spade)
- Ngày độc lập: Tái chiến (2016) - Jake Morrison (lồng tiếng cho Liam Hemsworth ) [27]
- Iris - Kim Hyun-jun (lồng tiếng cho Lee Byung-hun)